# کاستلاومبرتو
کاستلاومبرتو (به ایتالیایی: Castell'Umberto) یک کومونه در ایتالیا است که در استان مسینا واقع شده‌است.

## خصوصیات
کاستلاومبرتو ۱۱٫۴ کیلومترمربع مساحت و ۳٬۳۴۸ نفر جمعیت دارد و ۶۶۰ متر بالاتر از سطح دریا واقع شده‌است.